# Серакови
Серакови (пол. Sierakowy) — село в Польщі, у гміні Топулька Радзейовського повіту Куявсько-Поморського воєводства.
Населення — 279 осіб (2011).
У 1975-1998 роках село належало до Влоцлавського воєводства.

## Демографія
Демографічна структура станом на 31 березня 2011 року:
|          | Загалом | Допрацездатний вік | Працездатний вік | Постпрацездатний вік |
| -------- | ------- | ------------------ | ---------------- | -------------------- |
| Чоловіки | 138     | 30                 | 91               | 17                   |
| Жінки    | 141     | 25                 | 85               | 31                   |
| Разом    | 279     | 55                 | 176              | 48                   |